# Briscola
La briscola est un jeu de cartes traditionnel italien joué avec un jeu de cartes italiennes. C'est un des jeux de cartes les plus connus en Italie au même titre que la scopa.

## Nombre de joueurs
On y joue à 2 joueurs, ou à 2 équipes de 2 joueurs, mais on peut aussi y jouer à 3, 4 ou 5 joueurs indépendants.

## Les cartes
Pour y jouer, on utilise le jeu de cartes italiennes traditionnel.
On y trouve des cartes numérotées de 1 à 7, et trois autres cartes : le Valet, le Cavalier et le Roi.
On utilise un jeu traditionnel de 40 cartes, 10 cartes pour chaque enseigne (coupes, bâtons, deniers et épées).
Les valeurs des cartes sont les suivantes : As (11 points), trois (10 points), Roi (4 points), Cavalier (3 points) et Valet (2 points). Les autres cartes (le 2, le 4, le 5, le 6 et le 7) ne valent aucun point.
On peut utiliser un jeu traditionnel de 52 cartes françaises dont on retire les 8, 9 et 10.

## Le jeu
Après désignation du donneur, 3 cartes par joueur sont distribuées une à une dans le sens anti-horaire. On retourne ensuite une carte sur la table, celle-ci étant appelée briscola et déterminant la couleur de l'atout pour la manche. Les autres cartes sont déposées en tas à côté de la briscola faces retournées et serviront de pioche après chaque carte jouée.
Le joueur à droite du donneur commence, chaque joueur jouant à son tour dans le sens anti-horaire.
Les règles de jeu sont les suivantes :
- chaque joueur dépose une carte de son choix (il n'est pas obligatoire de suivre ou de couper)
- Il est interdit de parler ou de se faire des signes pendant le premier tour

Pour remporter un tour il faut, par ordre croissant de priorité :
- fournir une carte de même couleur et de plus grande valeur que la première déposée
- couper avec l'atout le plus grand dans le tour concerné

Après chaque tour, chaque joueur (en sens anti-horaire, commençant par celui qui a remporté le tour) reprend une carte dans la pioche. Chaque joueur doit toujours avoir 3 cartes dans son jeu avant de jouer.
La carte retournée briscola sera au dernier joueur à piocher à la fin de la partie (ce qui constitue un élément tactique important car il devra jouer cet atout - connu de tous - dans le dernier tour)

## Points de jeu
À la fin d'une manche, on compte les points (120 à répartir par manche) selon l'ordre suivant :
- As : 11 points;
- 3 : 10 points;
- Roi : 4 points ;
- Cavalier : 3 points ;
- Valet : 2 points ;
- autres : 0 point.

Le(s) joueur(s) totalisant plus de 60 points gagne la manche et a 1 point.

## Gagnant du jeu
Les joueurs fixent arbitrairement avant la partie un nombre de manches à remporter pour gagner la partie. (habituellement 2 manches gagnantes)

## Variante:briscolaappelée
Les règles de base sont les mêmes, on y joue à 5 joueurs.
On distribue toutes les cartes (chaque joueur a donc 8 cartes).
- Chaque joueur, à tour de rôle, annonce le nombre de points qu'il pense arriver à remporter dans la manche.
- Le joueur qui a donné l'annonce la plus forte défie les autres.
- Il « appelle » une carte (par exemple, le 3 de Coupe)
- La personne qui a cette carte tiendra avec lui pendant la manche mais ne le révèle qu'à la fin (on le comprend néanmoins quand cette carte est jouée lors du jeu)
- La couleur de la carte appelée détermine l'atout

Si les 2 joueurs remportent leur contrat, ils gagnent la manche, sinon ce sont les 3 autres joueurs qui la remportent.
Cette variante n'est pas sans rappeler la variante du tarot français à cinq joueurs dite appel au roi ou de certaines phases du whist ou du bridge.
Le jeu étant très populaire en Italie, il existe de nombreuses variantes de cette briscola appelée (par exemple, avec un mort comme au bridge).

## Variante:briscolafamiglia Prini
Il est obligatoire de fournir la couleur demandée si on en possède. Il n'est pas obligatoire de couper.
Il est interdit de parler ou de se faire des signes.
On peut aussi distribuer toutes les cartes, ce qui se rapprochera du jeu de jass.